# Meyronne
Meyronne ist eine französische Gemeinde mit 264 Einwohnern (Stand 1. Januar 2022) im Département Lot in der Region Okzitanien. Sie gehört zum Kanton Souillac und zum Arrondissement Gourdon.
Nachbargemeinden sind Creysse im Norden, Montvalent im Osten, Rocamadour im Süden, Lacave im Südwesten und Saint-Sozy im Westen.

## Bevölkerungsentwicklung

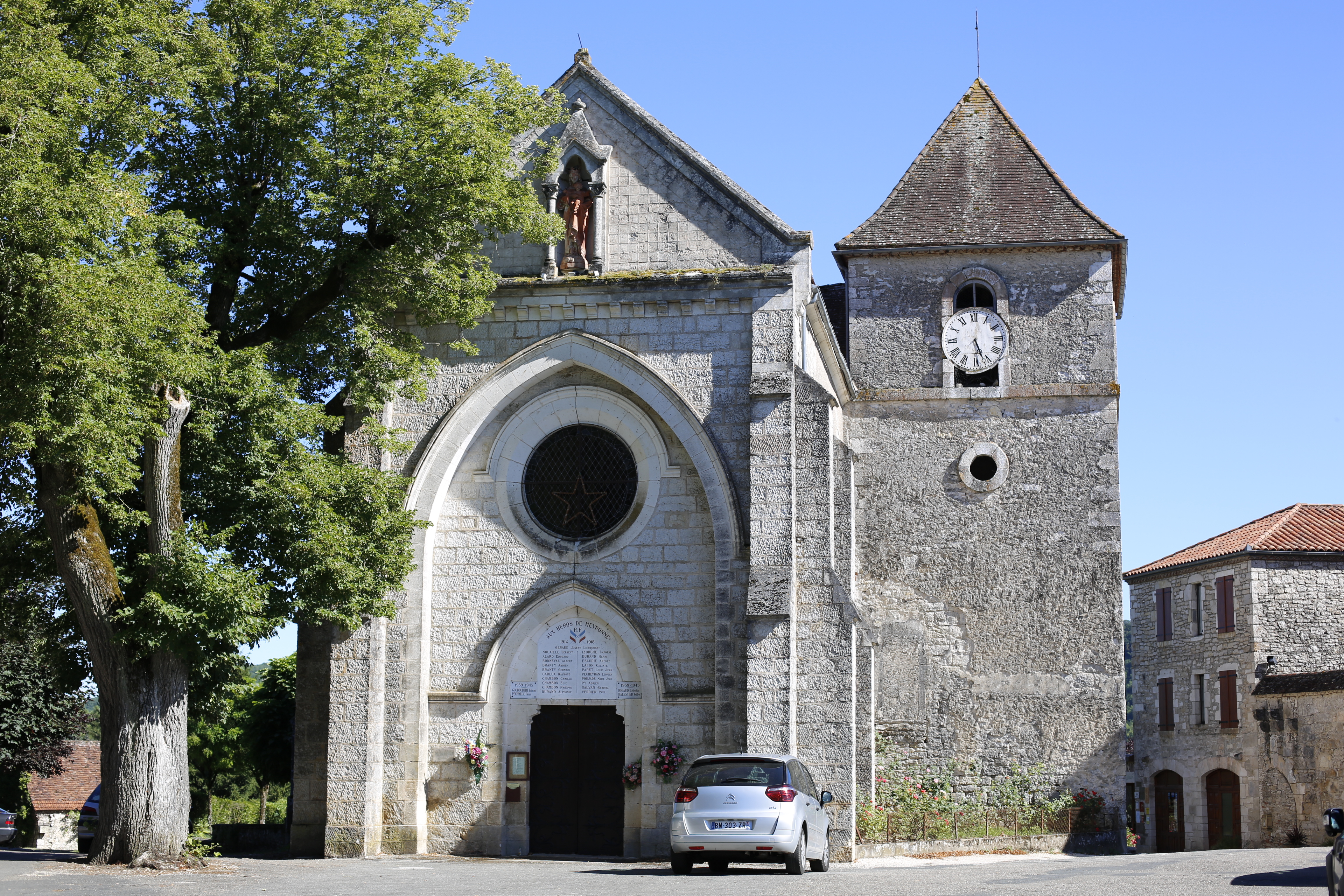
Kirche Saint-Sulpice, Monument historique seit 1952

| Jahr      | 1962 | 1968 | 1975 | 1982 | 1990 | 1999 | 2008 | 2017 |
| --------- | ---- | ---- | ---- | ---- | ---- | ---- | ---- | ---- |
| Einwohner | 297  | 251  | 222  | 201  | 210  | 269  | 302  | 278  |